# Passeio Marítimo de Pontevedra
O passeio marítimo de Pontevedra é um passeio pedestre ao longo da beira-mar de frente para a ria de Pontevedra, em Pontevedra, Espanha. Este espaço público costeiro é construído na zona urbana e semi-urbana da cidade e define o seu encontro com o mar e o rio Lérez.

## História
No início do século XX era um caminho de terra e pedra ao longo da ria de Pontevedra e do rio Lérez. O actual passeio para peões tem vários troços que foram construídos em distintos momentos por diferentes administrações públicas.
Até 1997, as margens do rio Lérez não se encontravam desenvolvidas. Em 1996 a Junta da Galiza adjudicou à construtora OCP as obras de urbanização das margens do Lérez desde a Ponte dos Tirantes até à zona da praia do Lérez, incluindo um novo acesso ao bairro de Monte Porreiro. Os trabalhos iniciaram-se a 7 de outubro de 1996. O projecto cobriu um total de 42.000 metros quadrados na margem esquerda do rio. Na margem direita, o projecto consistiu no desenvolvimento de uma faixa de 110 mil metros quadrados com espaços verdes, pontes de madeira, melhoramento da silvicultura, instalação de mobiliário urbano e iluminação. O passeio, conhecido como o Paseo del Lérez, foi inaugurado pelo presidente da Junta da Galiza a 24 de julho de 1997. A partir desse dia, o passeio tem sido o principal local de passeio para os habitantes de Pontevedra.
Em 2000, o Ministério das Obras Públicas iniciou o redesenho do passeio pedestre de Orillamar (Beiramar em galego) desde a Ponte do Burgo até ao porto de Corbaceiras. Uma rotunda com uma poça ornamental foi criada em frente à Ponte do Burgo e a escultura Dorna do artista Xaime Quesada foi aí instalada. Mais tarde, foi transferida para a Rua Gorgullón durante a nova reestruturação da Avenida Uruguai em 2006. Os trabalhos neste novo passeio pedestre nas margens da ria de Pontevedra foram inaugurados pelo vice-presidente do Governo espanhol Mariano Rajoy a 20 de agosto de 2001.
Em 2009, a Câmara Municipal de Pontevedra lançou o projecto de extensão do passeio marítimo desde o porto de Corbaceiras e a foz do rio Gafos até à ria de Pontevedra, afim de abrir a cidade ao mar. O projecto foi concebido pelo arquitecto José Ramón Garitaonaindia de Vera. A frente marítima foi desenvolvida, uma das faixas da PO-12 de dupla faixa de rodagem foi removida , e os terrenos do domínio público marítimo foram ocupados. Uma plataforma de observação foi construída sobre palafitas na ria de Pontevedra, com vistas para a Ilha de Tambo. O passeio foi inaugurado a 25 de março de 2011.
Em julho de 2017, a Câmara Municipal rehabilitou o passeio do Lérez, reparando fendas na via pedonal e na ciclovia. Um troço de aproximadamente 300 metros, entre a praia do Lérez e a ponte dos Tirantes, foi também reforçado com a instalação de quase 700 estacas, cujas vigas foram colocadas na borda do passeio.
Em junho de 2020, o Ministério da Transição Ecológica adjudicou à construtora San José o contrato para prolongar o passeio marítimo (incluindo uma ciclovia) por mais de dois quilómetros, desde a rotunda de Malvar até Os Placeres, na freguesia de Lourizán. Os trabalhos começaram em agosto de 2020. O primeiro quilómetro e trezentos metros deste troço do passeio foi oficialmente aberto aos peões a 26 de Fevereiro de 2022. · 

## Descrição
Visualmente e no inconsciente colectivo, o Paseo Marítimo, o Paseo de Orillamar e o Paseo do Lérez formam uma única artéria costeira : Orillamar (= Beira-mar).

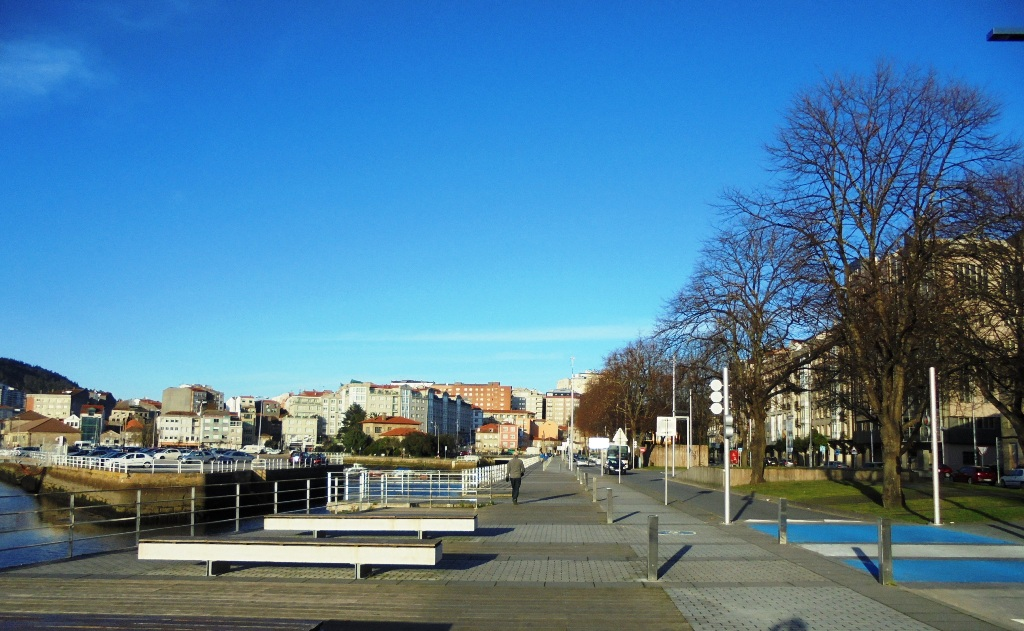
Bancos do Paseo Marítimo

- Paseo marítimo : Desde o porto de Corbaceiras até a rotunda de Malvar, o passeio tem um caminho de madeira de um quilómetro e 2,5 metros de largura com vista para a ria de Pontevedra em alguns locais e uma ciclovia de 2,2 metros de largura.[16] Na parte perto da rua Manuel del Palacio, foram reparados degraus de pedra que conduzem à ria de Pontevedra.[17] O passeio inclui postes de iluminação LED que separam a ciclovia do caminho para peões, vários bancos de concreto revestidos de madeira perto do cruzamento da rua Manuel del Palacio e um ponto de observação de 100 metros quadrados sobre palafitas acima da ria de Pontevedra com vista para a ilha de Tambo.[18] Em 2020, começaram os trabalhos de extensão do passeio por mais dois quilómetros, incorporando uma ciclovia ao longo de toda a extensão do passeio. O objetivo é abrir mais a cidade ao mar.[19]

Quando a maré está baixa no estuário, grandes bancos de areia ficam a descoberto, formando uma zona húmida que atrai muitas aves marinhas tais como garças, gaivotas, limícolas e patos-marinhos. Esta área está a atrair cada vez mais observadores de aves.

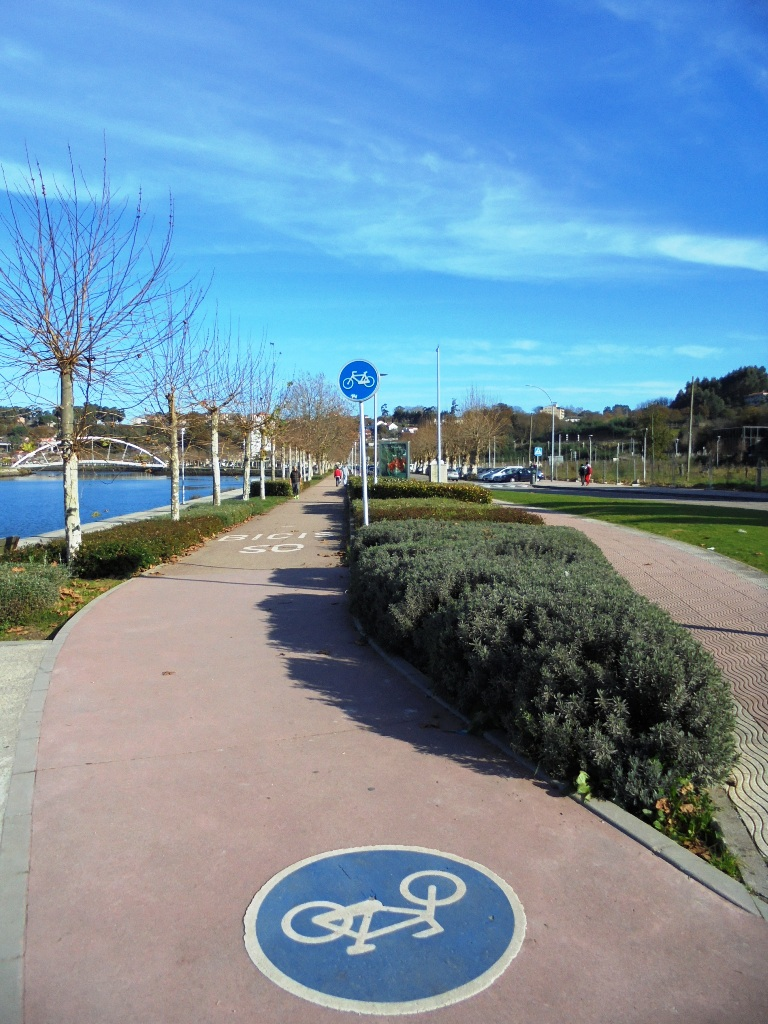
Ciclovia do Paseo do Lérez

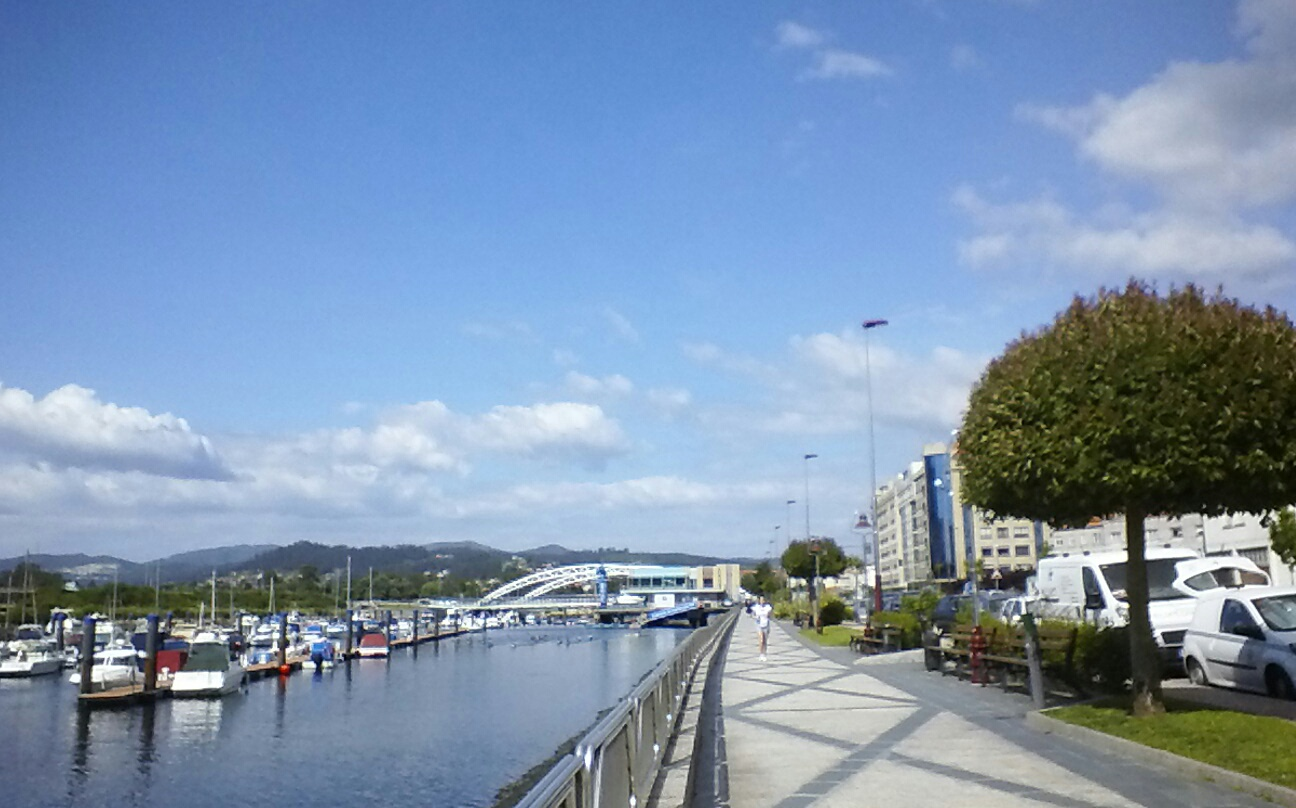
Paseo de Orillamar e Marina de Pontevedra

- Paseo de Orillamar (do porto de Corbaceiras à Ponte do Burgo) : O passeio de Orillamar está equipado com um gradeamento de aço inoxidável, bancos de madeira, caixotes de lixo, relvados, arbustos, árvores (pinheiros-mansos, ficus benjamim, liquidâmbar, canforeiras, pereiras chinesas, ligustrum), uma sebe vermelha atrás dos bancos[21] e várias fontes de água potável.[5] O passeio é revestido com granito rosa e placas de ardósia preta dispostos de forma cruzada. O passeio pedonal atravessa a Ponte da Barca com uma plataforma de madeira que passa dentro de um dos vãos da ponte.[22] Um passadiço com iluminação diurna através da rotunda superior da Avenida Uruguai, passa por baixo da Ponte das Correntes. Este passadiço é protegido na margem da ria por um ecrã de vidro, para que a água possa ser vista durante as marés altas, quando o nível do mar sobe.[23]

- Paseo do Lérez (da ponte dos Tirantes à praia do Lérez) : Inclui uma ciclovia, um passeio pedonal com um quebra-mar e degraus de granito que conduzem ao rio, bancos, candeeiros e jardins com fileiras de plátanos.[24] No meio do passeio encontra-se a passarela estaiada projetada pelo engenheiro civil Hugo Corres Peiretti que atravessa o Lérez e conduz ao parque Ilha das Esculturas.[25] O tabuleiro curvo desta ponte, que permite a passagem de pequenas embarcações, tem um vão de 82,50 metros e uma deflexão de 13,40 metros, com um tabuleiro de chapa metálica e um arco curvo de 1 metro de diâmetro.

### Pontos de interesse turístico
- As pontes que atravessam a ria de Pontevedra e o rio Lérez : a ponte da Barca, a ponte das Correntes, a ponte do Burgo e a ponte dos Tirantes.
- Marina de Pontevedra, ao lado do Paseo de Orillamar (avenida Uruguai).
- O mercado central de Pontevedra, perto da ponte do Burgo.
- O Museu de Pontevedra, perto da Ponte de Santiago.
- Os bancos de areia na maré baixa para observação de aves marinhas.[20]
- A ilha de Tambo, pode ser vista a partir do passeio.

## Galeria de imagens

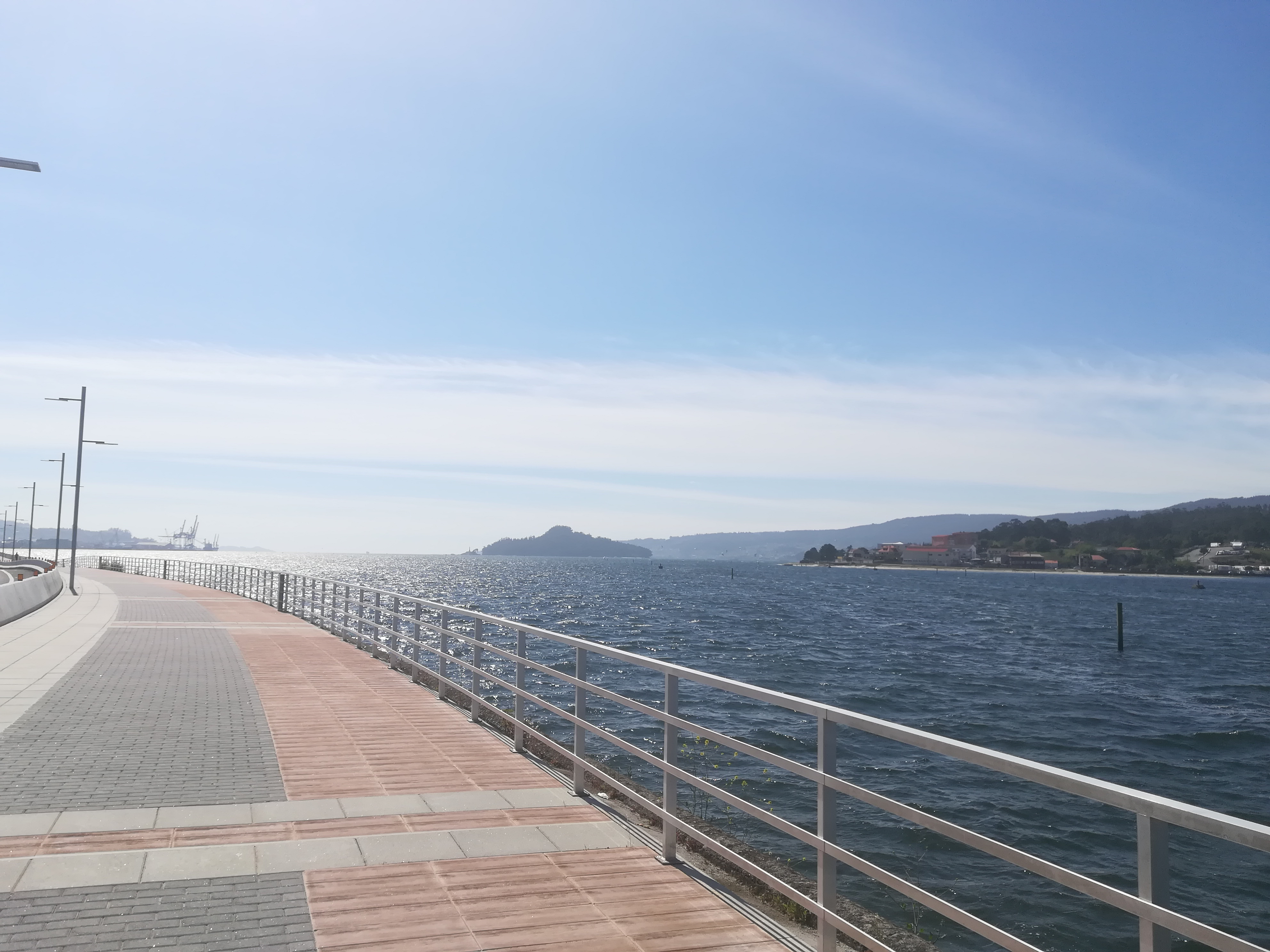
Passeio marítimo
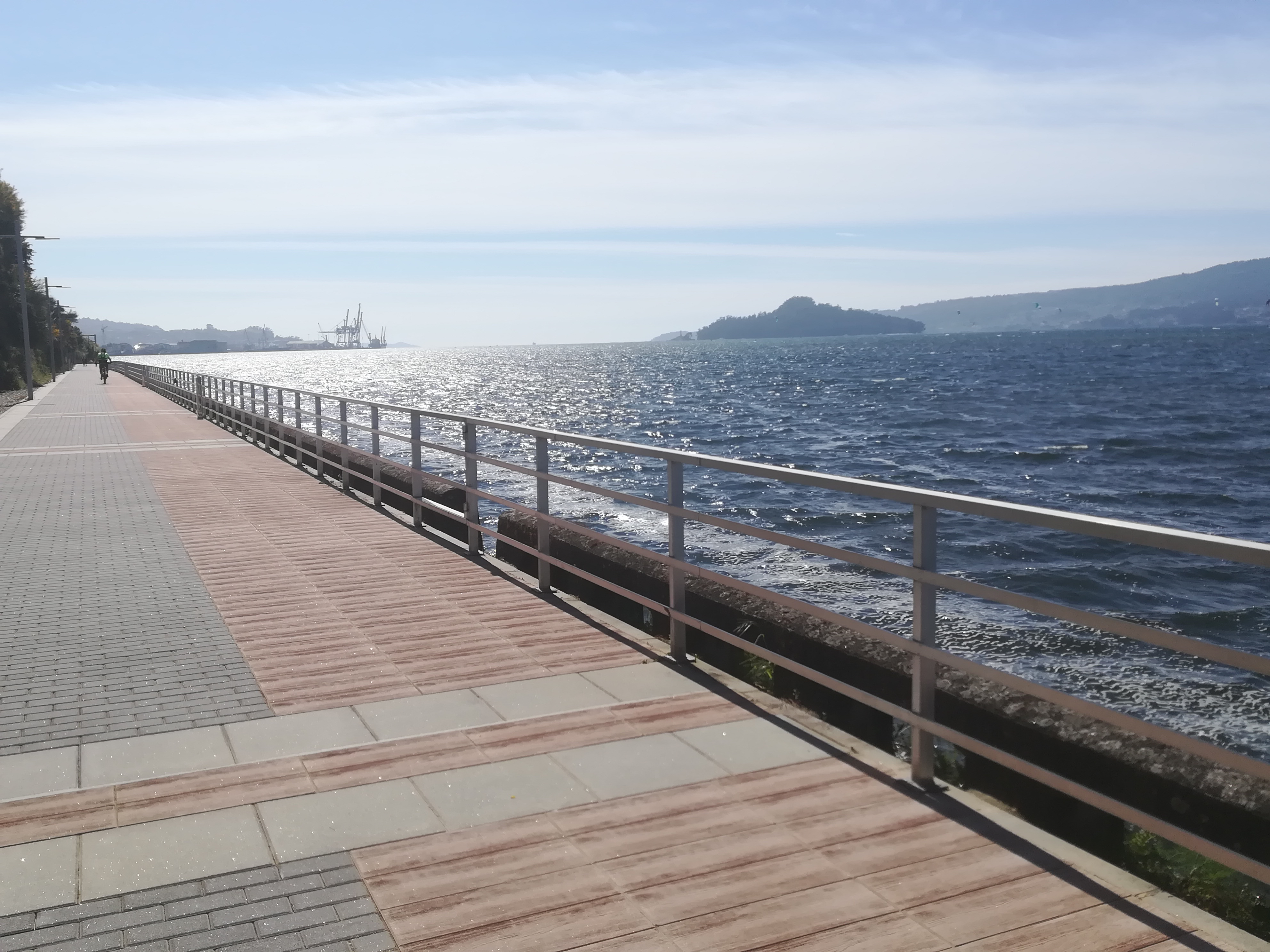
Passeio marítimo de Pontevedra
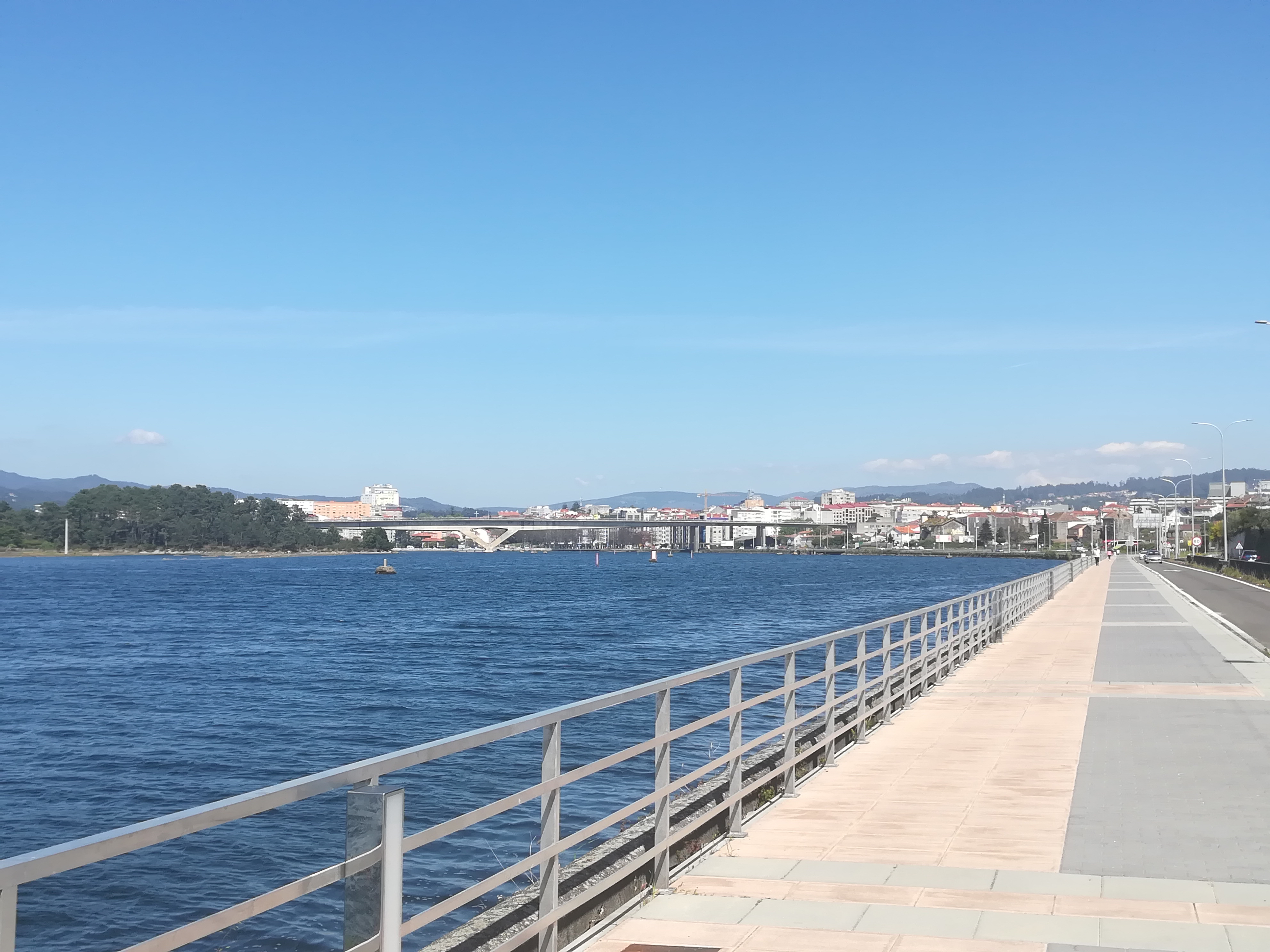
Passeio da beira-mar
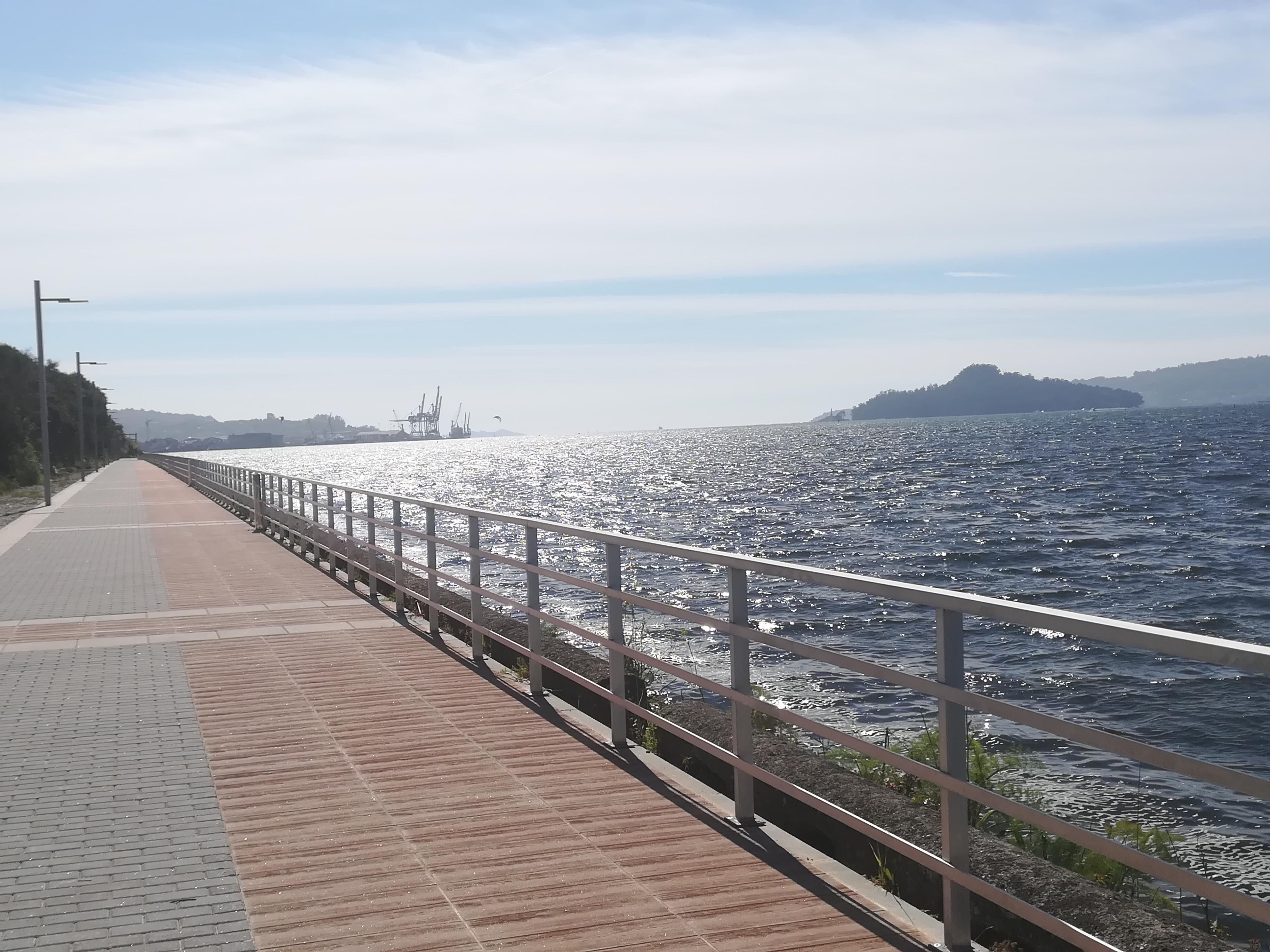
Passeio marítimo de Pontevedra
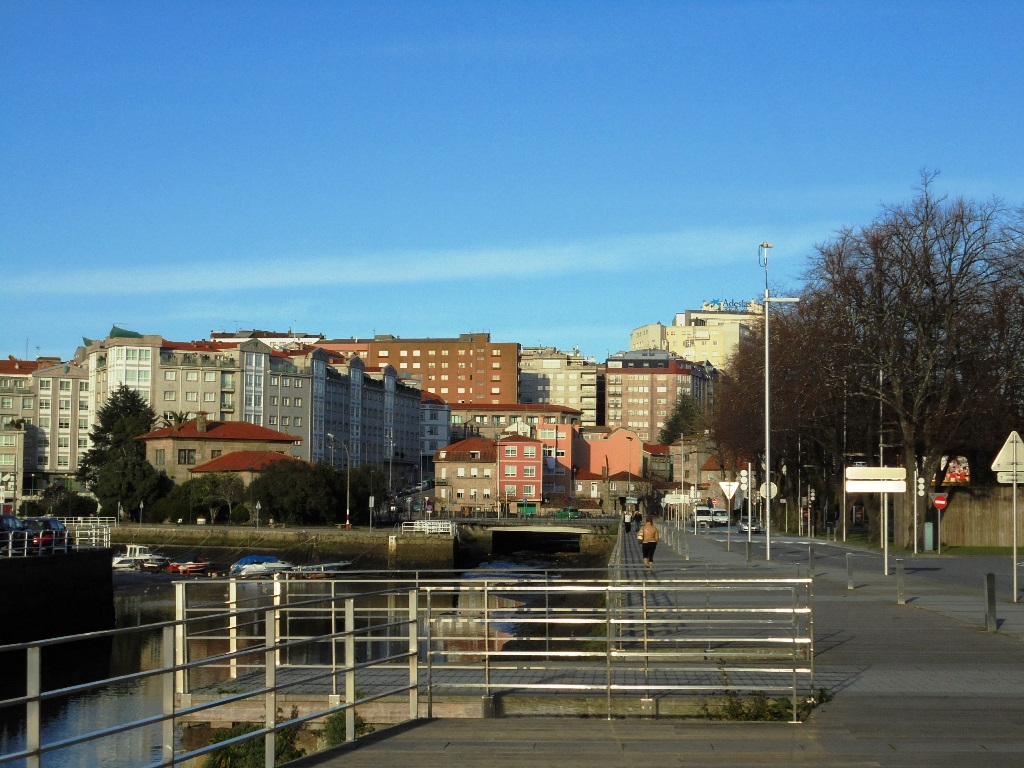
Paseo marítimo
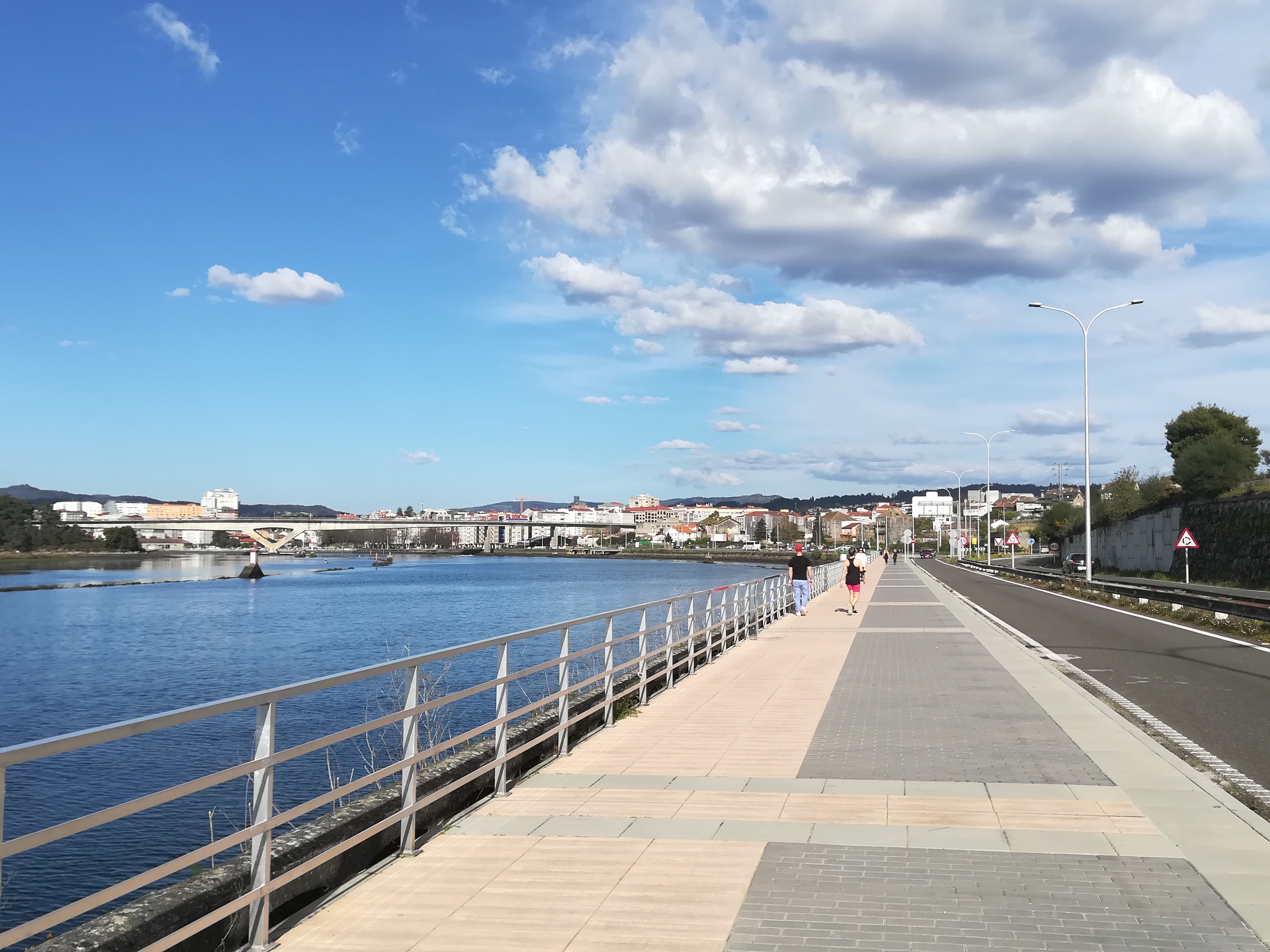
Passeio da beira-mar com a cidade como pano de fundo
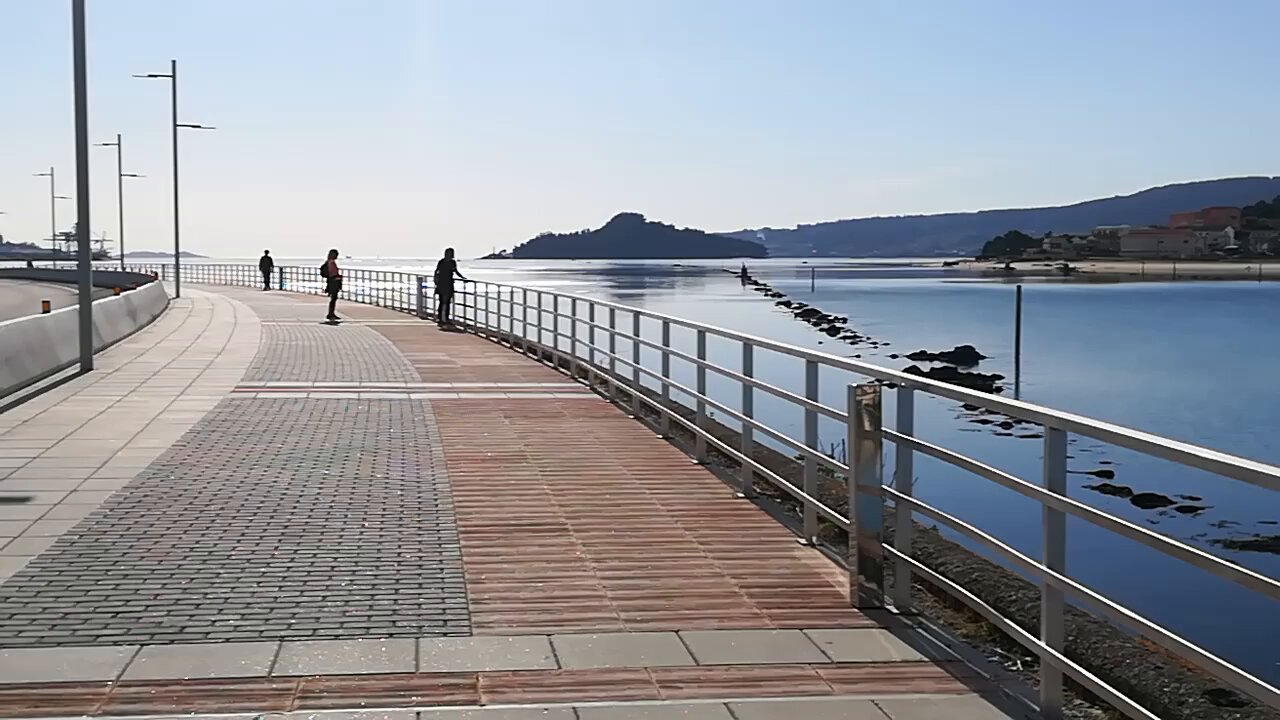
Passeio Marítimo e ilha de Tambo.
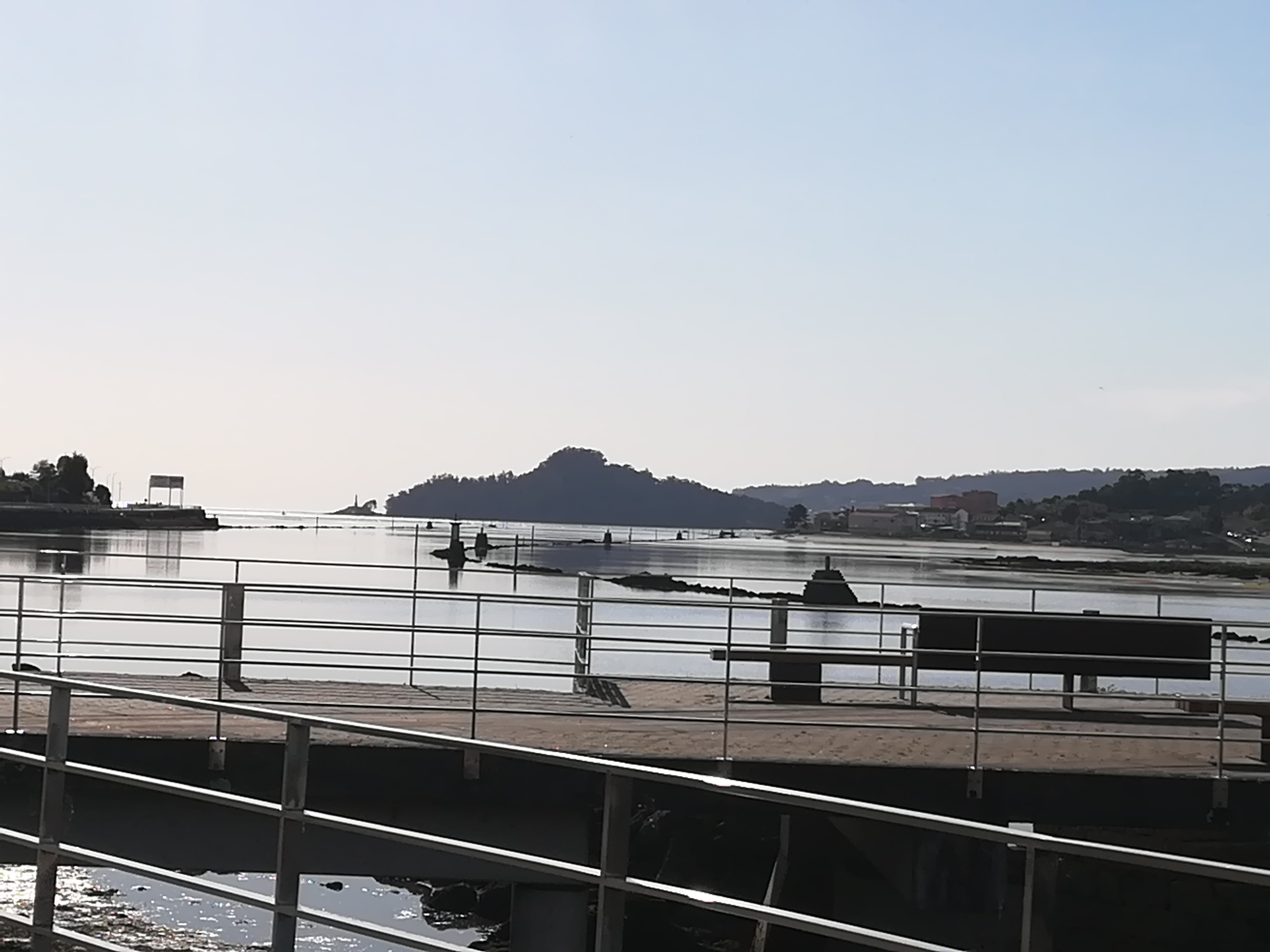
Passeio Marítimo e miradouro
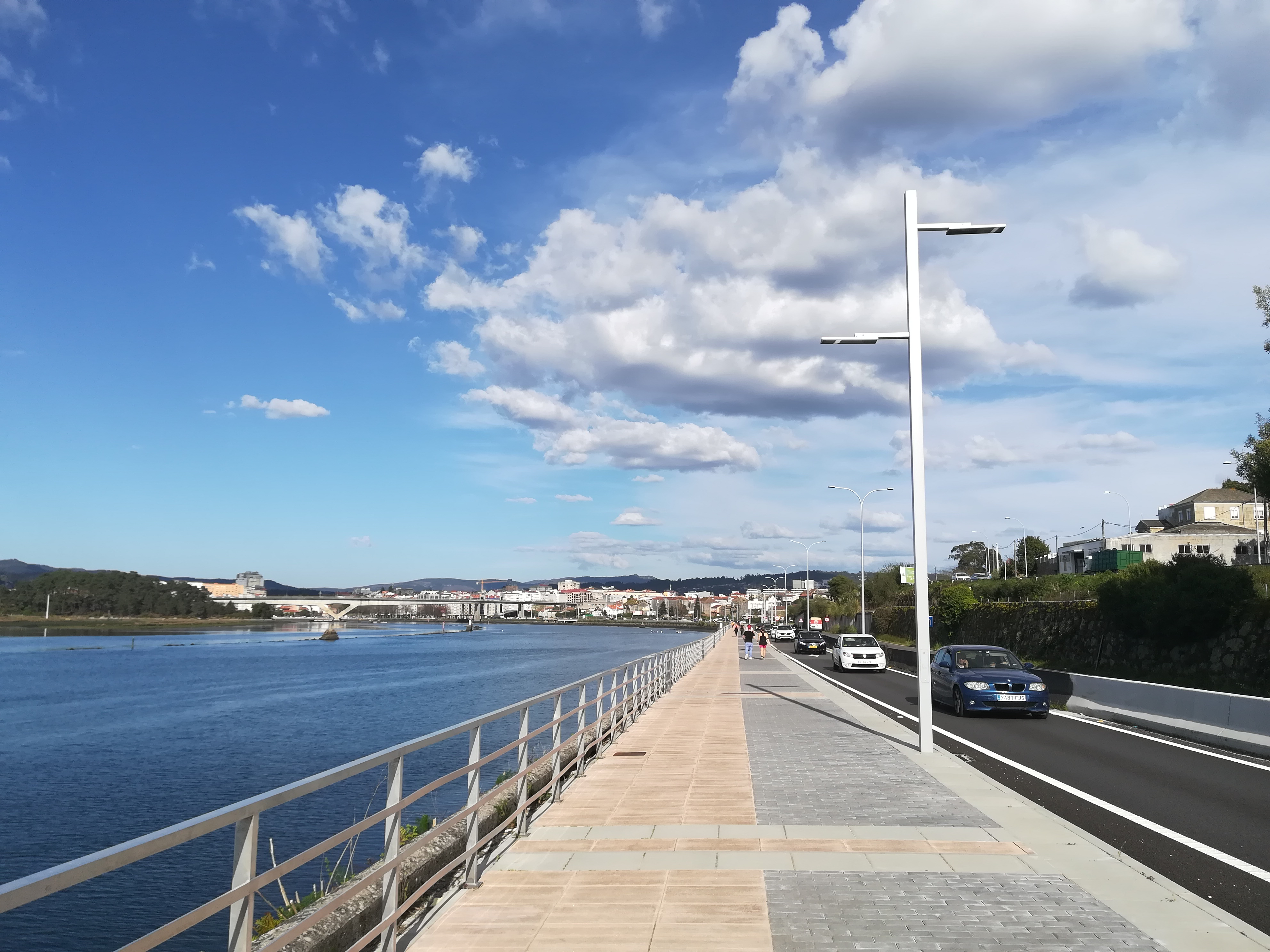
Passeio Marítimo
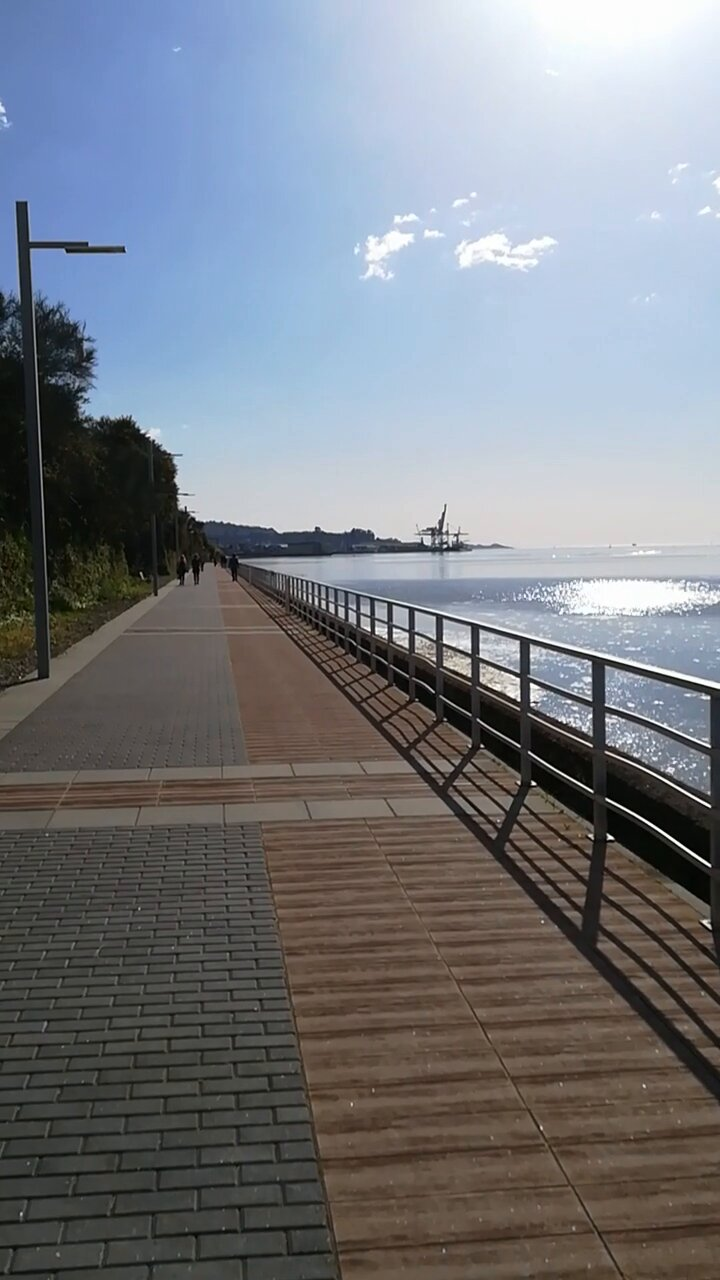
Passeio Marítimo e estaleiros navais no fundo
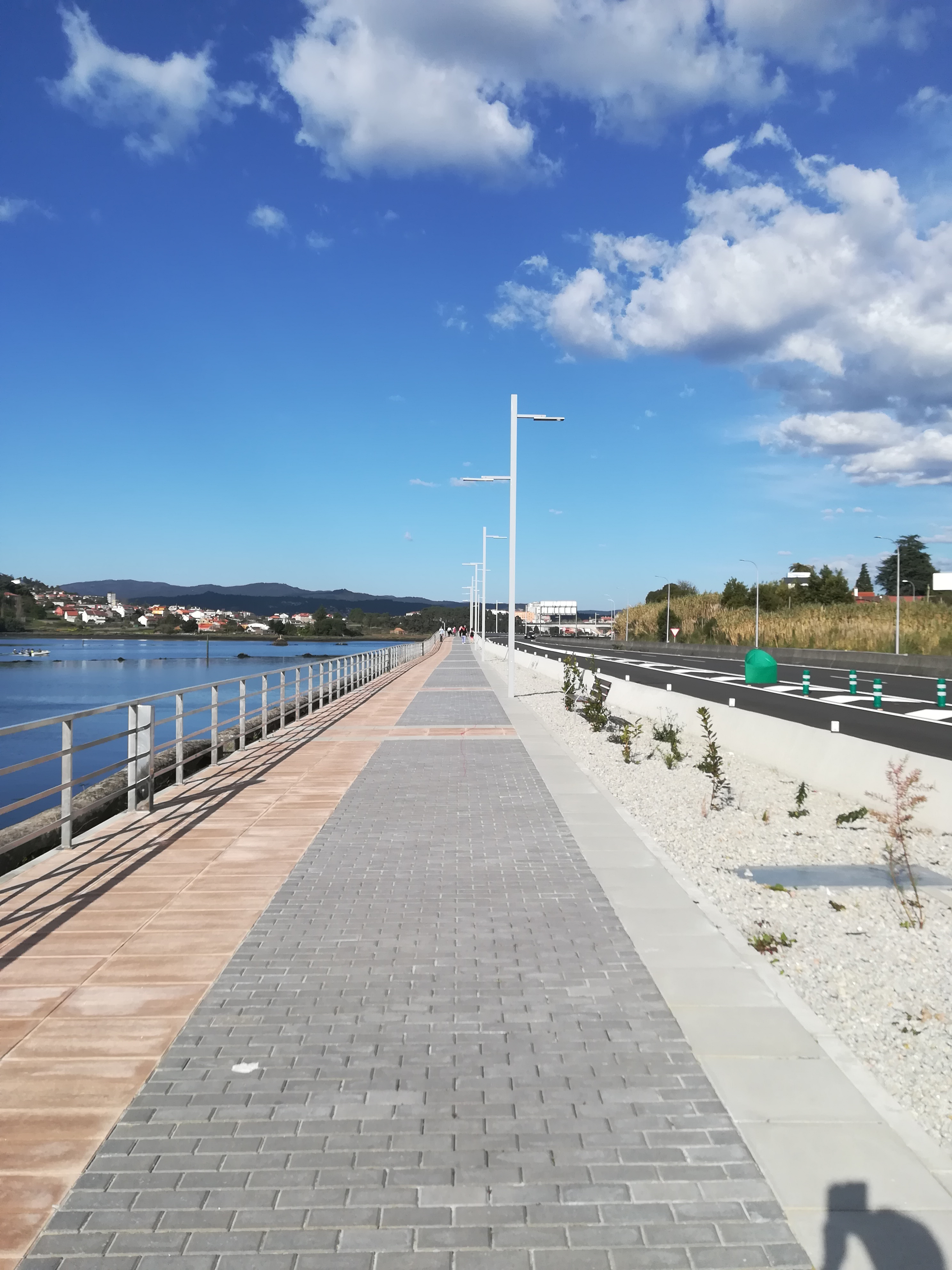
Passeio Marítimo
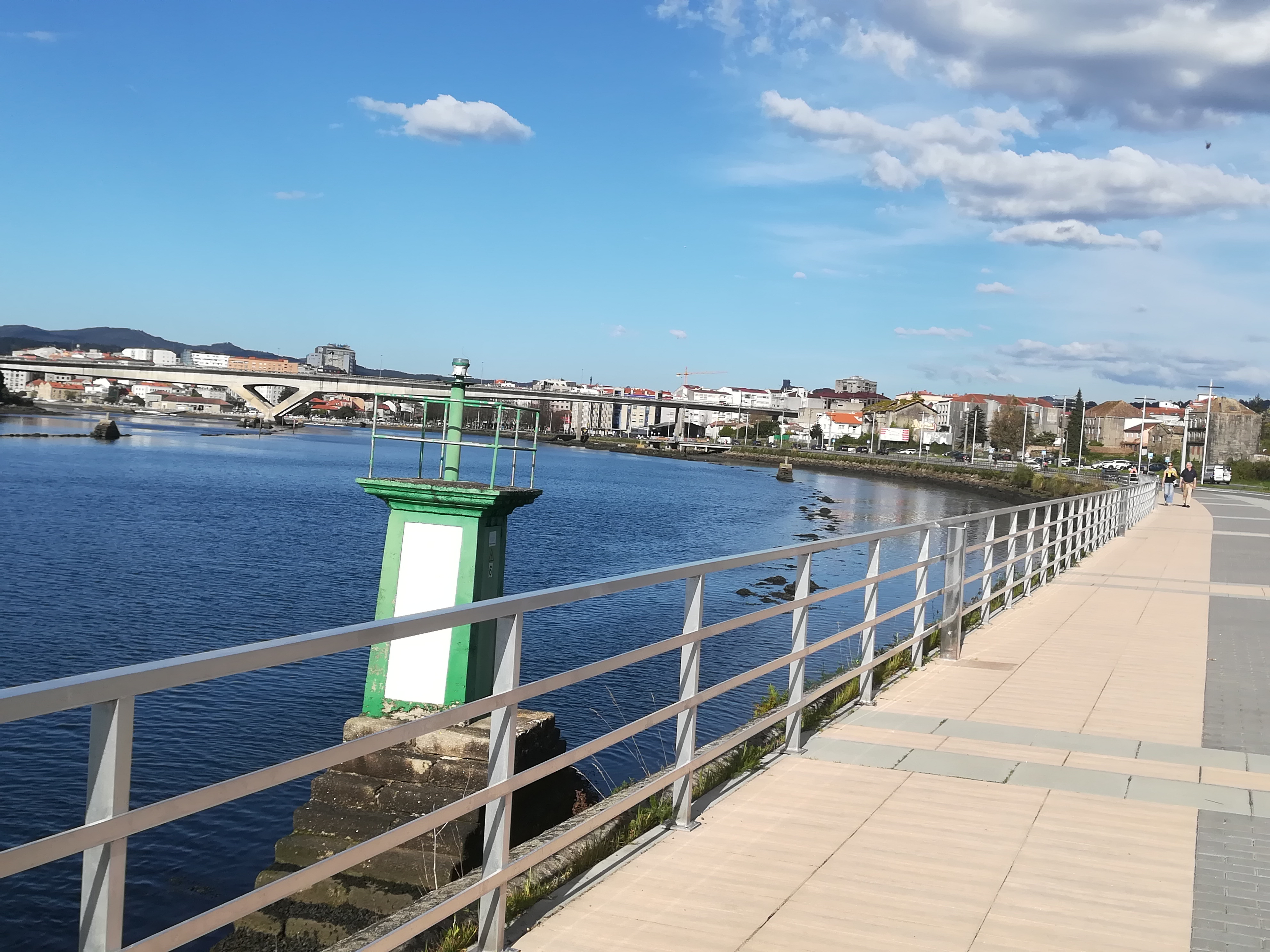
O passeio marítimo e a cidade
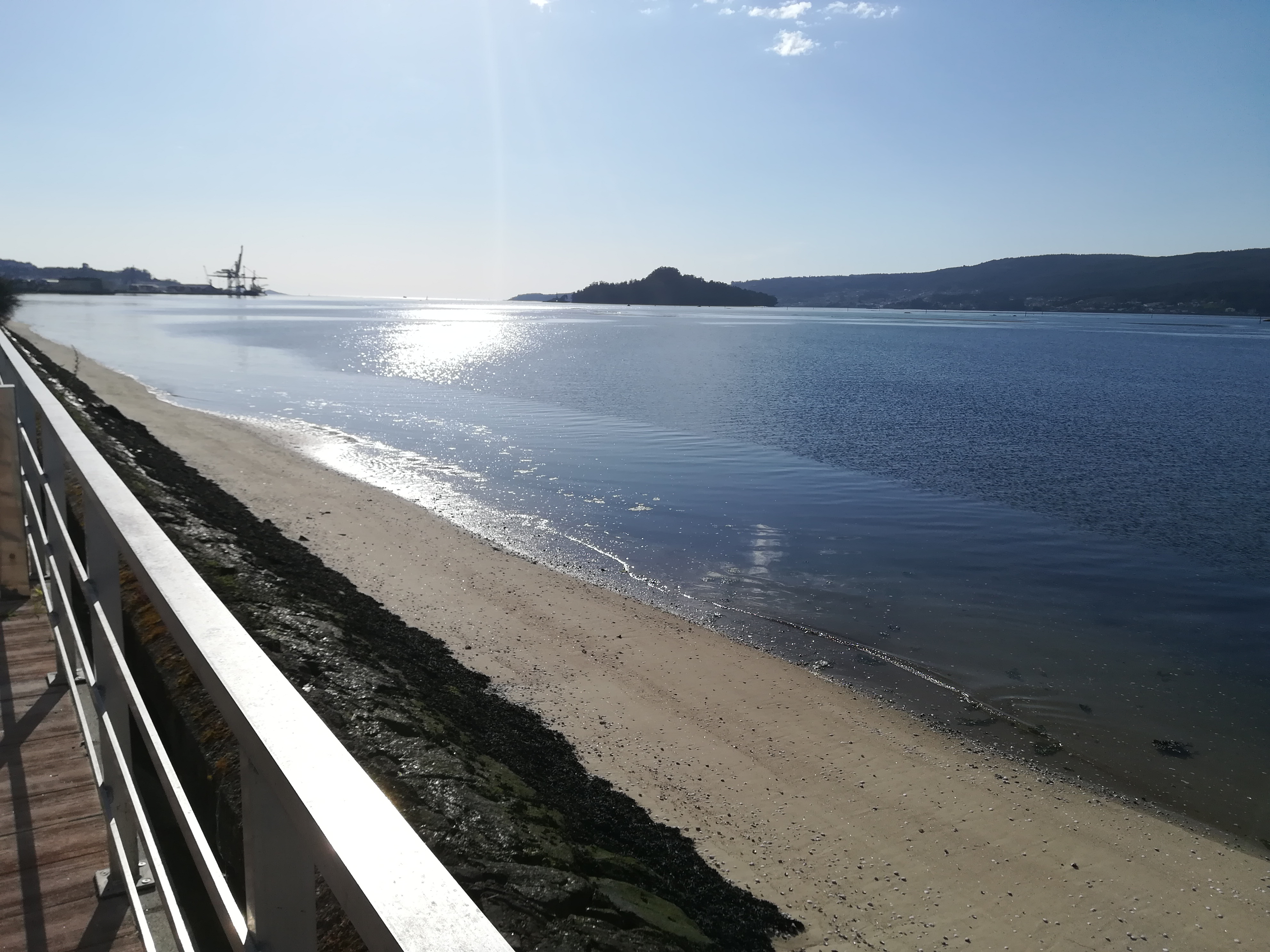
Passeio Marítimo e Ria de Pontevedra
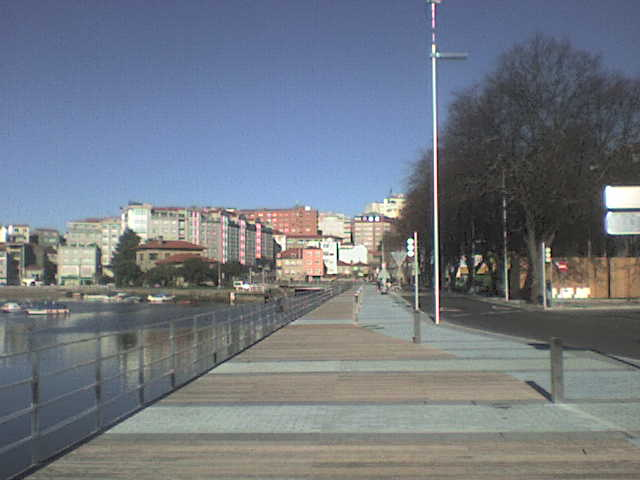
Paseo marítimo
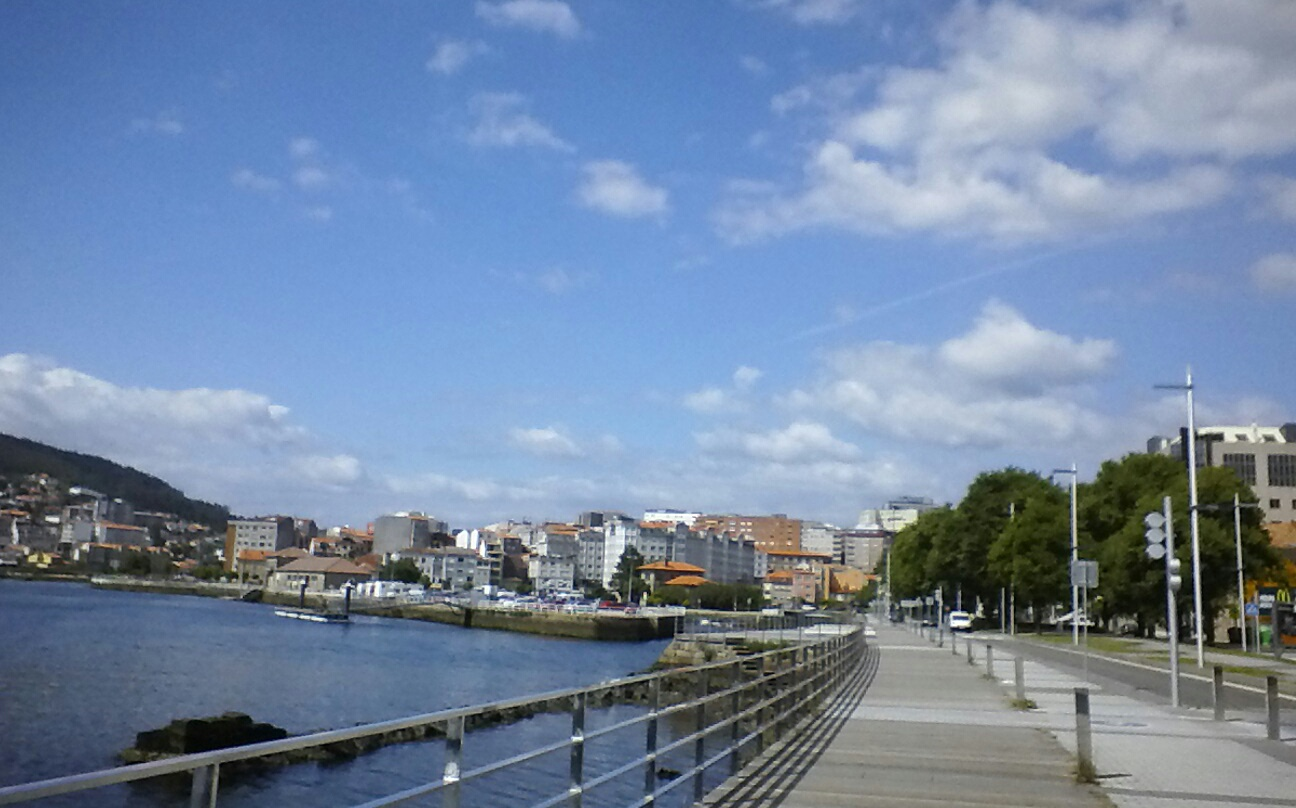
Paseo marítimo
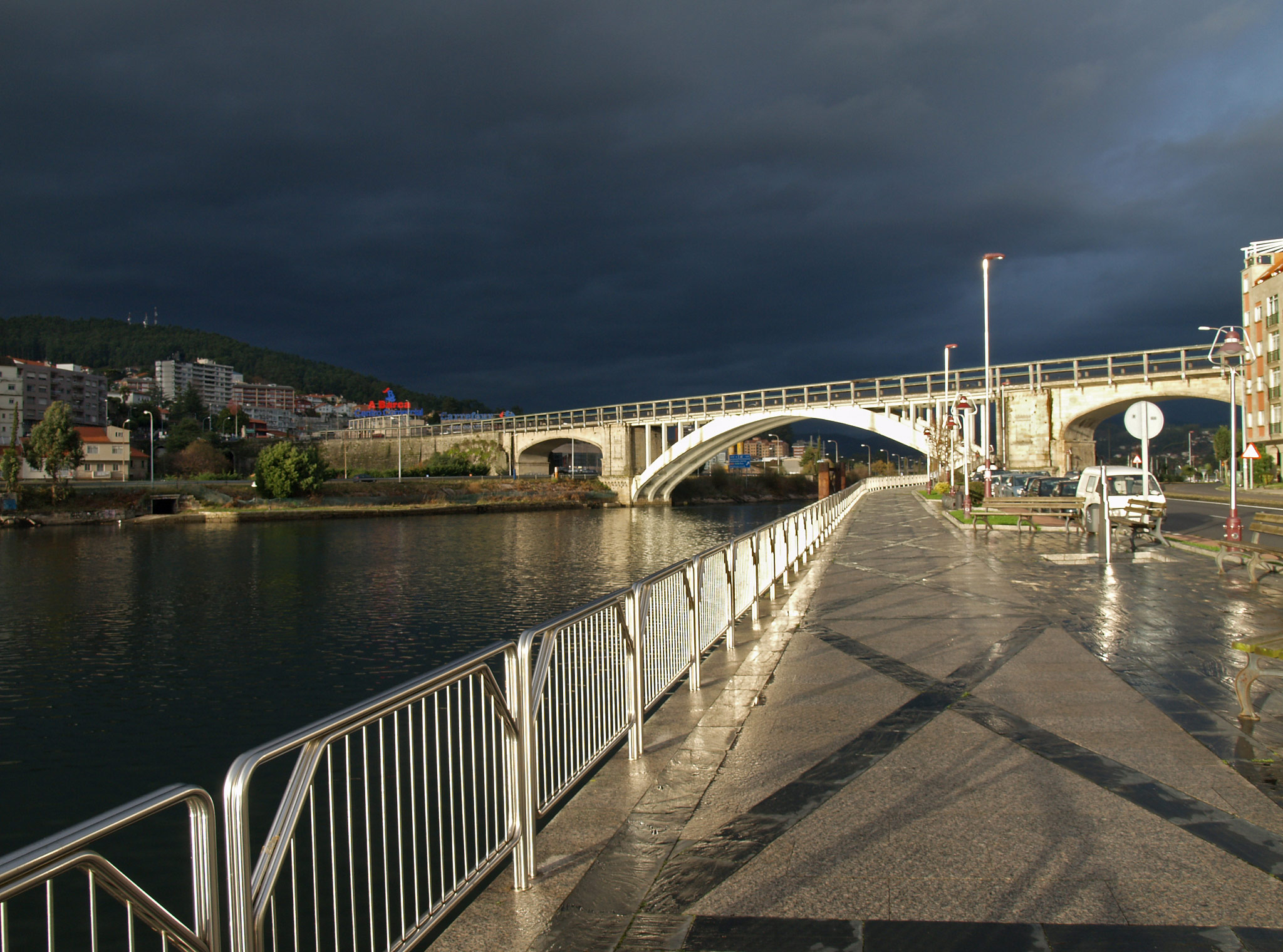
Paseo de Orillamar e Ponte da Barca
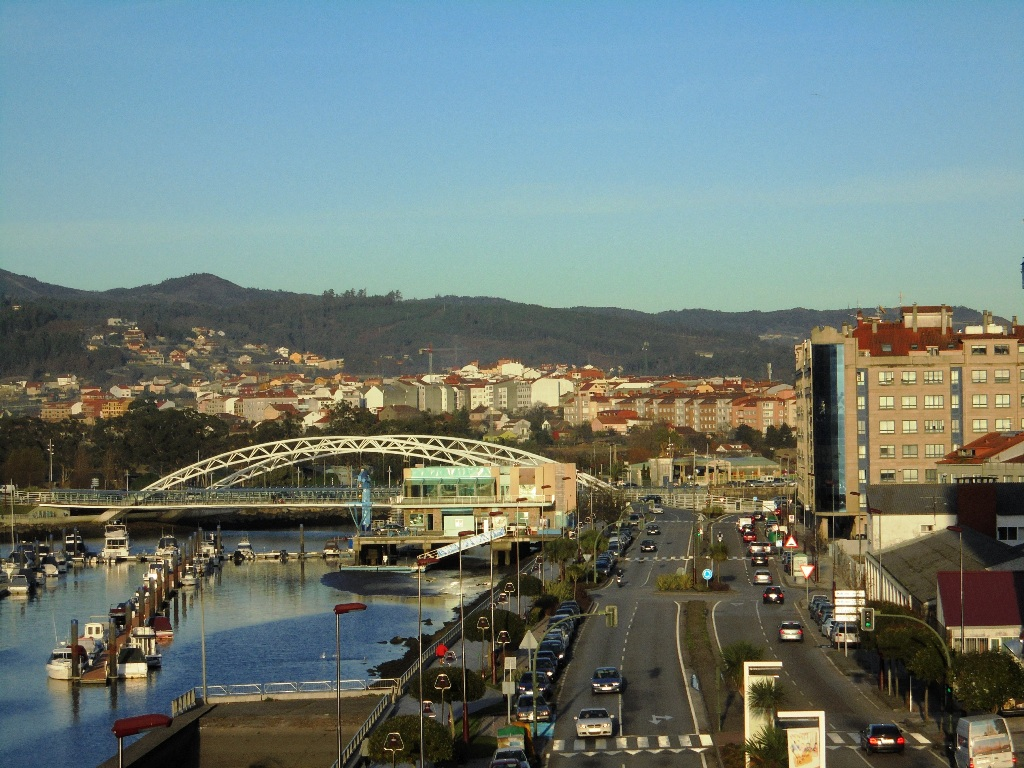
Paseo de Orillamar e Ponte das Correntes
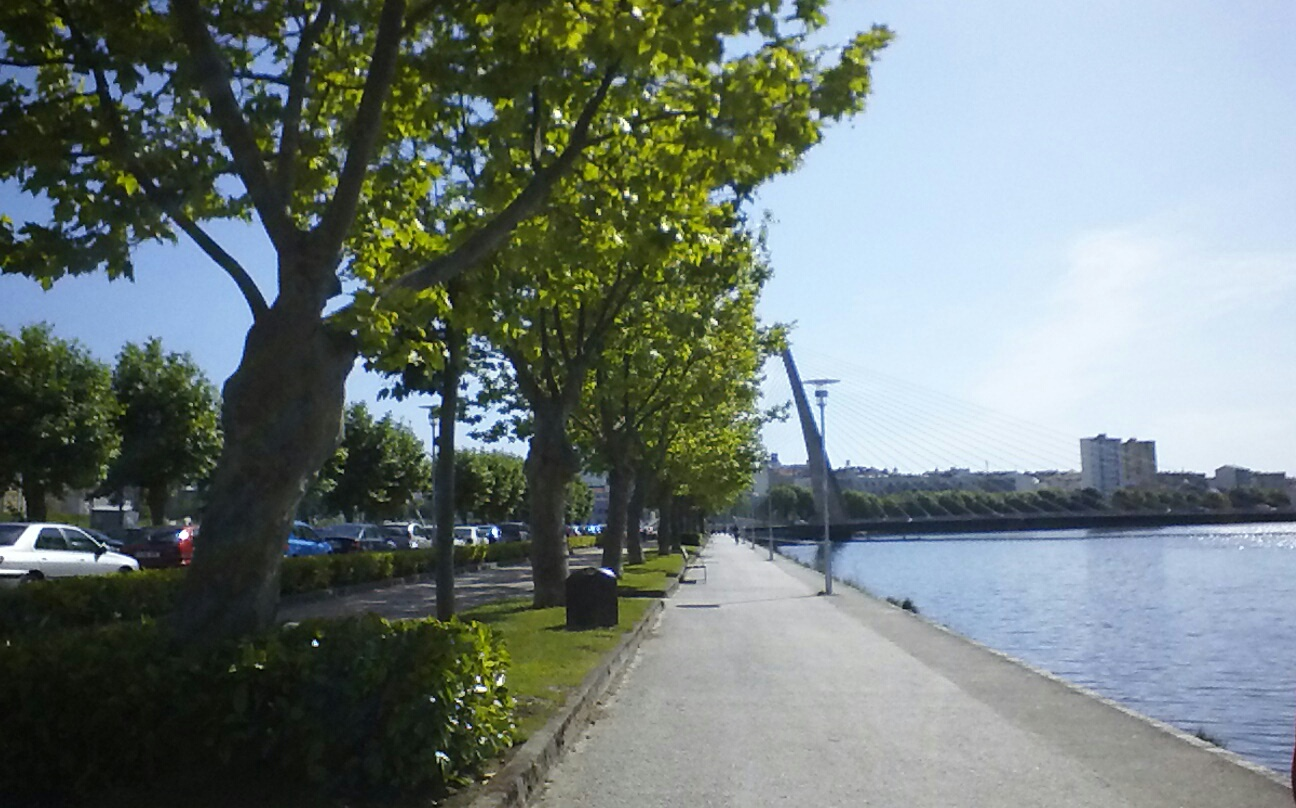
Passeio do Lérez

### Artigos relacionados
- Ponte da Barca
- Ponte das Correntes
- Marina de Pontevedra
- Mollavao